# Houston Stars
Die Houston Stars waren eine amerikanische Fußball-Franchise aus Houston, Texas, die 1967 am Spielbetrieb der United Soccer Association (USA), sowie 1968 am Spielbetrieb der North American Soccer League (NASL) teilnahm. Die Stars gehörten Roy Hofheinz, dem Eigentümer des örtlichen Major-League-Baseball-Teams Astros sowie des Astrodome, der ihr Heimstadion wurde. Der Name Stars wurde, wie auch der Name der Astros und des Astrodoms, an den Status Houstons als Zentrum der US-Weltraumindistrie angelehnt.

## USA
In der ersten Saison ihres Bestehens hatten die Stars, wie alle Franchises der USA keinen eigenen Kader, sondern importierten für die 12-Spiele-Saison im in der übrigen Fußballwelt spielfreien Sommer eine vollständige ausländische Profimannschaft. Die Stars bekamen von der USA-Leitung den Gewinner der International Soccer League von 1960 und Meister von Rio de Janeiro des Jahres 1966, Bangu AC, zugeteilt. obwohl Houston über keine große brasilianische Gemeinde verfügte.
Kern der Mannschaft waren Mario Tito, Paulo Borges, Aladim Luciano und Carlos Cabralzinho. Neben Tito und Borges wurden zudem Jose Fidelis und Ary Clemente ins All-Star-Team der USA gewählt. Die Mannschaft wurde zum Publikumsmagneten; das Eröffnungheimspiel gegen die Los Angeles Wolves, der Turniername der Wolverhampton Wanderers, stellte mit 34.965 Zuschauern den Rekord für die USA auf. Insgesamt erreichte der Club einen Heimschnitt von 19.802, bei einem Ligaschnitt knapp unter 8.000. Sportlich lief die Saison dagegen bei je vier Siegen, Unentschieden und Niederlagen und verpasster Qualifikation für die Play-Offs durchwachsen. Das Spiel gegen die Detroit Cougars, die importierte Mannschaft von Glentoran Belfast, sorgte für einen sportlichen Tiefpunkt, als die Zuschauer den Platz stürmten und das Spiel in eine Massenschlägerei mündete, bei der die Eckfahnen von Spielern als Schlagwaffen missbraucht wurden.David Wangerin: Soccer in a Football World: The Story of America’s Forgotten Game. WSC Books, London 2006, ISBN 0-9540134-7-6, S. 134.

## NASL
Im zweiten Jahr ihres Bestehens und nach der Fusion der USA mit einer Konkurrenzliga zur NASL importierte das Management keine vollständige fremde Profimannschaft mehr, sondern stellte einen neuen Kader von Grund auf zusammen, Kern der Mannschaft waren dabei jugoslawische Spieler, ergänzt um ungarische zahlreiche Landsleute des neuen US-ungarischen Trainers Géza Henni. Sportlich wurden die Play-off um acht Punkte hinter den Kansas City Spurs verpasst. Dagegen brachen die Zuschauerzahlen zusammen; lediglich im Schnitt 3.246 Zuschauer wollten die Heimspiele anschauen. Während des Beinahe-Zusammenbruches der NASL am Ende der Saison 1968 wurden auch die Stars aufgelöst.

## Saisonergebnisse
| Jahr | Liga | Siege | Niederlagen | Unentschieden | Punkte | Regular-Season       | Play-Offs           |
| ---- | ---- | ----- | ----------- | ------------- | ------ | -------------------- | ------------------- |
| 1967 | USA  | 4     | 4           | 4             | 12     | 4., Western Division | Keine Qualifikation |
| 1968 | NASL | 14    | 12          | 6             | 150    | 2., Gulf Division    | Keine Qualifikation |